# Швейцария на зимних Олимпийских играх 1932
Швейцария принимала участие в Зимних Олимпийских играх 1932 года в Лейк-Плесиде (США) в третий раз и завоевала одну серебряную медаль.

## Медалисты
| Медаль | Спортсмен                  | Вид спорта | Дисциплина      |
| ------ | -------------------------- | ---------- | --------------- |
| 2      | Рето Кападрутт Оскар Гайер | Бобслей    | Мужчины, двойки |

## Состав сборной
Семь спортсменов (все — мужчины) соревновались в бобслее, лыжном двоеборье и прыжках на лыжах с трамплина.
Самым молодым участником сборной был 19-летний бобслеист Рето Кападрутт, а старшим — его напарник 49-летний Оскар Гайер.

## Результаты

### Бобслей
Соревнования прошли с 9 по 15 февраля на олимпийской трассе у горы Ван Хувенберг. Было заявлено несколько экипажей от Швейцарии, но стартовали только те, результаты которых показаны в таблицах ниже.
Мужские экипажи — двойки
| Боб   | Спортсмены                 | 1 заезд | 1 заезд | 2 заезд | 2 заезд | 3 заезд | 3 заезд | 4 заезд | 4 заезд | Итог    | Итог  |
| Боб   | Спортсмены                 | Время   | Место   | Время   | Место   | Время   | Место   | Время   | Место   | Время   | Место |
| ----- | -------------------------- | ------- | ------- | ------- | ------- | ------- | ------- | ------- | ------- | ------- | ----- |
| SUI-1 | Рето Кападрутт Оскар Гайер | 2:05,88 | 1       | 2:07,21 | 2       | 2:03,52 | 2       | 1:59,67 | 2       | 8:16,28 | 2     |

Мужские экипажи — четвёрки
| Боб   | Спортсмены                                           | 1 заезд | 1 заезд | 2 заезд | 2 заезд | 3 заезд | 3 заезд | 4 заезд | 4 заезд | Итог    | Итог  |
| Боб   | Спортсмены                                           | Время   | Место   | Время   | Место   | Время   | Место   | Время   | Место   | Время   | Место |
| ----- | ---------------------------------------------------- | ------- | ------- | ------- | ------- | ------- | ------- | ------- | ------- | ------- | ----- |
| SUI-1 | Рето Кападрутт Ханс Айзенхут Шарль Женни Оскар Гайер | 2:06,81 | 4       | 2:03,40 | 4       | 2:01,47 | 4       | 2:00,50 | 5       | 8:12,18 | 4     |

### Лыжное двоеборье
Соревнования прошли с 10 по 11 февраля.
Мужчины. Личное первенство
| Спортсмен           | Лыжная гонка 18 км | Лыжная гонка 18 км | Лыжная гонка 18 км | Прыжки с нормального трамплина | Прыжки с нормального трамплина | Прыжки с нормального трамплина | Прыжки с нормального трамплина | Итог   | Итог  |
| Спортсмен           | Время              | Очки               | Место              | Дистанция 1                    | Дистанция 2                    | Всего очков                    | Место                          | Очки   | Место |
| ------------------- | ------------------ | ------------------ | ------------------ | ------------------------------ | ------------------------------ | ------------------------------ | ------------------------------ | ------ | ----- |
| Фриц Кауфманн       | 1’59:20            | 97,50              | 32                 | 59.5                           | 60.5                           | 223.2                          | 1                              | 320,70 | 23    |
| Чезаре Кьонья       | 1’58:33            | 102,00             | 30                 | 58,0                           | 59,5                           | 219,6                          | 4                              | 321,60 | 22    |
| Фриц Штойри-младший | 1’54:57            | 115,50             | 26                 | 51,0                           | 51,0                           | 200,4                          | 11                             | 315,90 | 26    |

### Прыжки на лыжах с трамплина
Соревнования прошли 12 февраля на трамплине Интервэйл.
| Спортсмен           | Соревнование               | 1 прыжок  | 1 прыжок | 1 прыжок | 2 прыжок  | 2 прыжок | 2 прыжок | Итог  | Итог  |
| Спортсмен           | Соревнование               | Дистанция | Очки     | Место    | Дистанция | Очки     | Место    | Очки  | Место |
| ------------------- | -------------------------- | --------- | -------- | -------- | --------- | -------- | -------- | ----- | ----- |
| Фриц Штойри-младший | Нормальный трамплин (К-61) | 58,0      | 97,6     | 15       | 53,5      | 94,8     | 20       | 192,4 | 18    |
| Чезаре Кьонья       | Нормальный трамплин (К-61) | 60,0      | 102,1    | 9        | 63,0      | 107,7    | 9        | 209,8 | 9     |
| Фриц Кауфманн       | Нормальный трамплин (К-61) | 63,5      | 106,5    | 6        | 65,5      | 109,3    | 5        | 215,8 | 6     |